# Moderne vijfkamp op de Olympische Zomerspelen 1928
De moderne vijfkamp is een van de sporten die beoefend werden tijdens de Olympische Zomerspelen 1928 in Amsterdam.

## Heren

### Individueel
| rang   | sporter              | land | Schieten | Zwemmen | Schermen | Atletiek | Paardensport | totaal |
| ------ | -------------------- | ---- | -------- | ------- | -------- | -------- | ------------ | ------ |
| Goud   | Sven Thofelt         | SWE  | 6        | 2       | 4        | 21       | 14           | 47     |
| Zilver | Bo Lindman           | SWE  | 15       | 5       | 22       | 3        | 5            | 50     |
| Brons  | Helmuth Kahl         | GER  | 10       | 9       | 2        | 19       | 12           | 52     |
| 4      | Ingvar Berg          | SWE  | 3        | 11      | 36       | 7        | 1            | 58     |
| 5      | Heinz Hax            | GER  | 1        | 15      | 21       | 20       | 2            | 59     |
| 6      | David Turquand-Young | GBR  | 24       | 7       | 15       | 9        | 10           | 65     |
| 7      | Hermann Hölter       | GER  | 16       | 8       | 11       | 13       | 21           | 69     |
| 7      | Christiaan Tonnet    | NED  | 8        | 24      | 27       | 4        | 6            | 69     |